# Bobby Schuller
Robert Vernon Schuller (28 juli 1981) is een Amerikaans televisiepredikant. Hij is, zoals eerder zijn vader en zijn grootvader Robert H. Schuller, de vaste spreker en het gezicht van het tv-programma Hour of Power.
Schullers boodschap is gebaseerd op de bijbeltekst uit Mattheüs 11:28-30:

Kom naar mij, jullie die vermoeid zijn en onder lasten gebukt gaan, dan zal ik jullie rust geven. Neem mijn juk op je en leer van mij, want ik ben zachtmoedig en nederig van hart. Dan zullen jullie werkelijk rust vinden, want mijn juk is zacht en mijn last is licht.

Zijn toespraken geven vaak toelichting op de Bijbelse tijd en cultuur.
Schullers voorouders zijn afkomstig uit Nederland. Bobby heeft dan ook een warme band met dat land. Hij ging met een groep Nederlandse Hour of Power reizigers op reis in 2011 naar Israël en in 2012 naar Griekenland. In april 2013 ging hij op tour door Nederland en hield hij tijdens Hour of Power avonden diensten in Alphen aan den Rijn, Apeldoorn en Stadskanaal.
In 2003 afgestudeerd aan de Oral Roberts University, behaalde hij in 2008 zijn master theologie aan het Fuller Theological Seminary. Naast zijn werk voor Hour of Power is hij voorganger geweest van de Tree of Life-gemeente in Orange in Californië. Tree of Life-kerkdiensten in Monterey zijn beëindigd. 
Bobby Schuller is getrouwd en heeft twee kinderen.

## Boeken
- Omdat JIJ het waard bent - Bobby Schuller uitgegeven door Hour of Power Nederland eind 2012 ISBN 9789071332098
- Een BLOEIEND bestaan - Bobby Schuller uitgegeven door Hour of Power Nederland voorjaar 2013 ISBN 9789071332104

- Gemeinsame Normdatei: 1037718127
- International Standard Name Identifier: 0000 0004 4776 8383
- Library of Congress Control Number: n2015005519
- Nederlandse Thesaurus van Auteursnamen: 354168746
- Virtual International Authority File: 315536651
- WorldCat: E39PBJqKddjYv8pPRt368MKw4q